# Liturgie van de Heilige Jakobus
De Liturgie van de H. Jakobus is een oosterse liturgie,  die geldt als de oudste.
Hoewel de apostel, die de eerste bisschop was van Jeruzalem, er zelf geen aandeel in heeft gehad. Deze liturgie die ontstaan is in Antiochië, werd in Jeruzalem, Arabië, Syrië, Armenië, Georgië, de Slavische landen, Griekenland en Ethiopië gecelebreerd. Deze liturgie dateert, volgens Dom Mercier, de laatste uitgever ervan, uit de 4e eeuw en 5e eeuw. Er zou een primitievere vorm bestaan, waaruit door ontwikkeling de huidige is ontstaan. Uit welke tijd deze is, is onbekend.
Overwoekerd door de liturgie van de Heilige Johannes Chrysostomus, is die van de H. Jakobus alleen nog in gebruik gebleven in de Syrische liturgie. De Anafora van Jacobus, de broeder des Heren, verspreidde zich vanuit Palestina en Syrië naar het Westen. Vooral de Byzantijnse liturgie, maar ook de Armeense liturgie, zijn in belangrijke mate door de Kerk van Jeruzalem beïnvloed.
Het verloop van deze liturgie is als volgt:

## I.	Liturgie van de Catechumenen
- 1.	Voorbereidingsgebeden.
- 2.	Gebeden bij het binnenkomen.
- 3.	Gebeden bij de bewieroking.
- 4.	Zegening door de diaken.
- 5.	Gebed gedurende de processie.
- 6.	Trisagion (heilig – heilig – heilig).
- 7.	Lezing van Apostel en Evangelie.
- 8.	met het gebed daartussen.
- 9.	Gebed na de lezing.
- 10.	Wegzending van de catechumenen.

## II.	Liturgie van de Gelovigen
Offertorium
- 11.	Grote binnenkomst of processie.
- 12.	Offertorium.
- 13.	Bewieroking.
- 14.	Geloofsbelijdenis  (vrede).
- 15.	Vredeskus.

Voorbereidingsgebeden voor de anafora (canon).
- 16.	Algemeen gebed, of groot litaniegebed.
- 17.	Voor de celebrant.
- 18.	Voor het volk.
- 19.	Gebed bij de opdracht.
- 20.	Gebed bij het velum (kelkdoek).
- 21.	Groot eucharistisch gebed of anafora.
- Prefatie en Sanctus
- Herinnering aan de schepping en de vleeswording.
- Instelling van de H. Eucharistie.
- Herinnering aan de verlossing.
- Epiklesis of aanroeping van de H. Geest.
- 22.	Grote voorbede: (intercessio).
- Gedachtenis voor de levenden en doden.
- Gedachtenis aan de heiligen.
- Communie.
- 23.	Onze Vader.
- 24.	Parafrase daarvan.
- 25.	Zegening.
- 26.	Opheffing.
- 27.	Breking en menging.
- 28.	Gebed vóór de communie.
- 29.	Gebed erna.